# Jessica Javelet
Jessica Javelet (25 de junho de 1985) é uma jogadora de rugby sevens estadunidense.

## Carreira
Jessica Javelet integrou o elenco da Seleção Estadunidense Feminina de Rugbi de Sevens, na Rio 2016, que foi 5º colocada.